# U17-världsmästerskapet i fotboll för damer 2018
U17-världsmästerskapet i fotboll för damer 2018 var den sjätte upplagan av U17-världsmästerskapet. Turneringen bestod av 16 nationer från 6 konfederationer och spelades i Uruguay mellan 13 november och 1 december 2018. Turneringen vanns av Spanien före Mexiko och Nya Zeeland.

## Kvalificerade lag
- Afrika (Caf)
  -  Kamerun
  -  Ghana
  -  Sydafrika
- Asien (AFC)
  -  Japan
  -  Nordkorea
  -  Sydkorea
- Europa (Uefa)
  -  Finland
  -  Spanien
  -  Tyskland
- Nord- och Centralamerika samt Karibien (Concacaf)
  -  Kanada
  -  USA
  -  Mexiko
- Oceanien (OFC)
  -  Nya Zeeland
- Sydamerika (Conmebol)
  -  Brasilien
  -  Colombia
  -  Uruguay (värdnation)

## Gruppspel

### Grupp A
| Nr | Lag         | S | V | O | F | GM | IM | MS | P |
| -- | ----------- | - | - | - | - | -- | -- | -- | - |
| 1  | Ghana       | 3 | 3 | 0 | 0 | 10 | 1  | +9 | 9 |
| 2  | Nya Zeeland | 3 | 2 | 0 | 1 | 3  | 3  | 0  | 6 |
| 3  | Finland     | 3 | 0 | 1 | 2 | 2  | 5  | −3 | 1 |
| 4  | Uruguay     | 3 | 0 | 1 | 2 | 2  | 8  | −6 | 1 |

| 2           | 13 november 2018 | Nya Zeeland     | 1 – 0           | Finland | Estadio Charrúa                                            |                                                            |
| 16:00 UTC−3 | 16:00 UTC−3      | Kelli Brown 41′ | (1 – 0) Rapport |         | Montevideo Publik: 1 385 Domare: Yoshimi Yamashita (Japan) | Montevideo Publik: 1 385 Domare: Yoshimi Yamashita (Japan) |
| 16:00 UTC−3 | 16:00 UTC−3      |                 |                 |         | Montevideo Publik: 1 385 Domare: Yoshimi Yamashita (Japan) | Montevideo Publik: 1 385 Domare: Yoshimi Yamashita (Japan) |
| 16:00 UTC−3 | 16:00 UTC−3      |                 |                 |         | Montevideo Publik: 1 385 Domare: Yoshimi Yamashita (Japan) | Montevideo Publik: 1 385 Domare: Yoshimi Yamashita (Japan) |

| 1           | 13 november 2018 | Uruguay | 0 – 5           | Ghana                                                                 | Estadio Charrúa                                          |                                                          |
| 19:00 UTC−3 | 19:00 UTC−3      |         | (0 – 2) Rapport | 20′ Fuseina Mumuni 25′, 78′, 90+1′ Mukarama Abdulai 66′ Millot Pokuaa | Montevideo Publik: 9 657 Domare: Lucila Venegas (Mexiko) | Montevideo Publik: 9 657 Domare: Lucila Venegas (Mexiko) |
| 19:00 UTC−3 | 19:00 UTC−3      |         |                 |                                                                       | Montevideo Publik: 9 657 Domare: Lucila Venegas (Mexiko) | Montevideo Publik: 9 657 Domare: Lucila Venegas (Mexiko) |
| 19:00 UTC−3 | 19:00 UTC−3      |         |                 |                                                                       | Montevideo Publik: 9 657 Domare: Lucila Venegas (Mexiko) | Montevideo Publik: 9 657 Domare: Lucila Venegas (Mexiko) |

| 10          | 16 november 2018 | Finland            | 1 – 3           | Ghana                                                  | Estadio Charrúa                                            |                                                            |
| 16:00 UTC−3 | 16:00 UTC−3      | Jenni Kantanen 75′ | (0 – 2) Rapport | 6′ Millot Pokuaa 13′ Mukarama Abdulai 86′ Animah Grace | Montevideo Publik: 858 Domare: Laura Fortunato (Argentina) | Montevideo Publik: 858 Domare: Laura Fortunato (Argentina) |
| 16:00 UTC−3 | 16:00 UTC−3      |                    |                 |                                                        | Montevideo Publik: 858 Domare: Laura Fortunato (Argentina) | Montevideo Publik: 858 Domare: Laura Fortunato (Argentina) |
| 16:00 UTC−3 | 16:00 UTC−3      |                    |                 |                                                        | Montevideo Publik: 858 Domare: Laura Fortunato (Argentina) | Montevideo Publik: 858 Domare: Laura Fortunato (Argentina) |

| 9           | 16 november 2018 | Uruguay         | 1 – 2           | Nya Zeeland                         | Estadio Charrúa                                             |                                                             |
| 19:00 UTC−3 | 19:00 UTC−3      | Belén Aquino 8′ | (1 – 2) Rapport | 26′ Grace Wisnewski 36′ Kelli Brown | Montevideo Publik: 4 619 Domare: Salima Mukansanga (Rwanda) | Montevideo Publik: 4 619 Domare: Salima Mukansanga (Rwanda) |
| 19:00 UTC−3 | 19:00 UTC−3      |                 |                 |                                     | Montevideo Publik: 4 619 Domare: Salima Mukansanga (Rwanda) | Montevideo Publik: 4 619 Domare: Salima Mukansanga (Rwanda) |
| 19:00 UTC−3 | 19:00 UTC−3      |                 |                 |                                     | Montevideo Publik: 4 619 Domare: Salima Mukansanga (Rwanda) | Montevideo Publik: 4 619 Domare: Salima Mukansanga (Rwanda) |

| 17          | 20 november 2018 | Finland           | 1 – 1           | Uruguay               | Estadio Domingo Burgueño                                   |                                                            |
| 17:00 UTC−3 | 17:00 UTC−3      | Aino Vuorinen 51′ | (0 – 0) Rapport | 79′ Esperanza Pizarro | Maldonado Publik: 2 093 Domare: Casey Reibelt (Australien) | Maldonado Publik: 2 093 Domare: Casey Reibelt (Australien) |
| 17:00 UTC−3 | 17:00 UTC−3      |                   |                 |                       | Maldonado Publik: 2 093 Domare: Casey Reibelt (Australien) | Maldonado Publik: 2 093 Domare: Casey Reibelt (Australien) |
| 17:00 UTC−3 | 17:00 UTC−3      |                   |                 |                       | Maldonado Publik: 2 093 Domare: Casey Reibelt (Australien) | Maldonado Publik: 2 093 Domare: Casey Reibelt (Australien) |

| 18          | 20 november 2018 | Ghana                     | 2 – 0           | Nya Zeeland | Estadio Charrúa                                       |                                                       |
| 17:00 UTC−3 | 17:00 UTC−3      | Mukarama Abdulai 61′, 89′ | (0 – 0) Rapport |             | Montevideo Publik: 359 Domare: Sara Persson (Sverige) | Montevideo Publik: 359 Domare: Sara Persson (Sverige) |
| 17:00 UTC−3 | 17:00 UTC−3      |                           |                 |             | Montevideo Publik: 359 Domare: Sara Persson (Sverige) | Montevideo Publik: 359 Domare: Sara Persson (Sverige) |
| 17:00 UTC−3 | 17:00 UTC−3      |                           |                 |             | Montevideo Publik: 359 Domare: Sara Persson (Sverige) | Montevideo Publik: 359 Domare: Sara Persson (Sverige) |

### Grupp B
| Nr | Lag       | S | V | O | F | GM | IM | MS | P |
| -- | --------- | - | - | - | - | -- | -- | -- | - |
| 1  | Japan     | 3 | 1 | 2 | 0 | 7  | 1  | +6 | 5 |
| 2  | Mexiko    | 3 | 1 | 2 | 0 | 2  | 1  | +1 | 5 |
| 3  | Brasilien | 3 | 1 | 1 | 1 | 4  | 2  | +2 | 4 |
| 4  | Sydafrika | 3 | 0 | 1 | 2 | 1  | 10 | −9 | 1 |

| 4           | 13 november 2018 | Brasilien | 0 – 0   | Japan | Estadio Domingo Burgueño                               |                                                        |
| 14:00 UTC−3 | 14:00 UTC−3      |           | Rapport |       | Maldonado Publik: 412 Domare: Katalin Kulcsár (Ungern) | Maldonado Publik: 412 Domare: Katalin Kulcsár (Ungern) |
| 14:00 UTC−3 | 14:00 UTC−3      |           |         |       | Maldonado Publik: 412 Domare: Katalin Kulcsár (Ungern) | Maldonado Publik: 412 Domare: Katalin Kulcsár (Ungern) |
| 14:00 UTC−3 | 14:00 UTC−3      |           |         |       | Maldonado Publik: 412 Domare: Katalin Kulcsár (Ungern) | Maldonado Publik: 412 Domare: Katalin Kulcsár (Ungern) |

| 3           | 13 november 2018 | Mexiko | 0 – 0   | Sydafrika | Estadio Domingo Burgueño                             |                                                      |
| 17:00 UTC−3 | 17:00 UTC−3      |        | Rapport |           | Maldonado Publik: 592 Domare: Maria Carvajal (Chile) | Maldonado Publik: 592 Domare: Maria Carvajal (Chile) |
| 17:00 UTC−3 | 17:00 UTC−3      |        |         |           | Maldonado Publik: 592 Domare: Maria Carvajal (Chile) | Maldonado Publik: 592 Domare: Maria Carvajal (Chile) |
| 17:00 UTC−3 | 17:00 UTC−3      |        |         |           | Maldonado Publik: 592 Domare: Maria Carvajal (Chile) | Maldonado Publik: 592 Domare: Maria Carvajal (Chile) |

| 12          | 16 november 2018 | Japan                                                                                        | 6 – 0           | Sydafrika | Estadio Domingo Burgueño                                     |                                                              |
| 14:00 UTC−3 | 14:00 UTC−3      | Haruka Osawa 4′, 23′ Tomoko Tanaka 37′ (str.) Sara Ito 41′, 56′ (str.) Yuzuki Yamamoto 90+1′ | (4 – 0) Rapport |           | Maldonado Publik: 392 Domare: Marie-Soleil Beaudoin (Kanada) | Maldonado Publik: 392 Domare: Marie-Soleil Beaudoin (Kanada) |
| 14:00 UTC−3 | 14:00 UTC−3      |                                                                                              |                 |           | Maldonado Publik: 392 Domare: Marie-Soleil Beaudoin (Kanada) | Maldonado Publik: 392 Domare: Marie-Soleil Beaudoin (Kanada) |
| 14:00 UTC−3 | 14:00 UTC−3      |                                                                                              |                 |           | Maldonado Publik: 392 Domare: Marie-Soleil Beaudoin (Kanada) | Maldonado Publik: 392 Domare: Marie-Soleil Beaudoin (Kanada) |

| 11          | 16 november 2018 | Mexiko           | 1 – 0           | Brasilien | Estadio Domingo Burgueño                             |                                                      |
| 17:00 UTC−3 | 17:00 UTC−3      | Vanessa Buso 43′ | (1 – 0) Rapport |           | Maldonado Publik: 677 Domare: Sara Persson (Sverige) | Maldonado Publik: 677 Domare: Sara Persson (Sverige) |
| 17:00 UTC−3 | 17:00 UTC−3      |                  |                 |           | Maldonado Publik: 677 Domare: Sara Persson (Sverige) | Maldonado Publik: 677 Domare: Sara Persson (Sverige) |
| 17:00 UTC−3 | 17:00 UTC−3      |                  |                 |           | Maldonado Publik: 677 Domare: Sara Persson (Sverige) | Maldonado Publik: 677 Domare: Sara Persson (Sverige) |

| 19          | 20 november 2018 | Japan                | 1 – 1           | Mexiko              | Estadio Domingo Burgueño                                 |                                                          |
| 14:00 UTC−3 | 14:00 UTC−3      | Momoka Kinoshita 40′ | (1 – 0) Rapport | 63′ Alison González | Maldonado Publik: 572 Domare: Salima Mukansanga (Rwanda) | Maldonado Publik: 572 Domare: Salima Mukansanga (Rwanda) |
| 14:00 UTC−3 | 14:00 UTC−3      |                      |                 |                     | Maldonado Publik: 572 Domare: Salima Mukansanga (Rwanda) | Maldonado Publik: 572 Domare: Salima Mukansanga (Rwanda) |
| 14:00 UTC−3 | 14:00 UTC−3      |                      |                 |                     | Maldonado Publik: 572 Domare: Salima Mukansanga (Rwanda) | Maldonado Publik: 572 Domare: Salima Mukansanga (Rwanda) |

| 20    | 20 november 2018 | Sydafrika               | 1 – 4           | Brasilien                                                                    | Estadio Charrúa                                        |                                                        |
| UTC−3 | UTC−3            | Zethembiso Vilakazi 53′ | (0 – 0) Rapport | 50′ Jheniffer 51′ (str.) Júlia Daltoé 54′ Amanda Gutierres 60′ Maria Eduarda | Montevideo Publik: 188 Domare: Riem Hussein (Tyskland) | Montevideo Publik: 188 Domare: Riem Hussein (Tyskland) |
| UTC−3 | UTC−3            |                         |                 |                                                                              | Montevideo Publik: 188 Domare: Riem Hussein (Tyskland) | Montevideo Publik: 188 Domare: Riem Hussein (Tyskland) |
| UTC−3 | UTC−3            |                         |                 |                                                                              | Montevideo Publik: 188 Domare: Riem Hussein (Tyskland) | Montevideo Publik: 188 Domare: Riem Hussein (Tyskland) |

### Grupp C
| Nr | Lag       | S | V | O | F | GM | IM | MS | P |
| -- | --------- | - | - | - | - | -- | -- | -- | - |
| 1  | Tyskland  | 3 | 2 | 0 | 1 | 8  | 2  | +6 | 6 |
| 2  | Nordkorea | 3 | 2 | 0 | 1 | 6  | 5  | +1 | 6 |
| 3  | Kamerun   | 3 | 1 | 0 | 2 | 2  | 5  | −3 | 3 |
| 4  | USA       | 3 | 1 | 0 | 2 | 3  | 7  | −4 | 3 |

| 5           | 14 november 2018 | USA                                              | 3 – 0           | Kamerun | Estadio Profesor Alberto Suppici                                      |                                                                       |
| 14:00 UTC−3 | 14:00 UTC−3      | Mia Fishel 22′ Sunshine Fontes 45+5′ (str.), 81′ | (2 – 0) Rapport |         | Colonia del Sacramento Publik: 593 Domare: Casey Reibelt (Australien) | Colonia del Sacramento Publik: 593 Domare: Casey Reibelt (Australien) |
| 14:00 UTC−3 | 14:00 UTC−3      |                                                  |                 |         | Colonia del Sacramento Publik: 593 Domare: Casey Reibelt (Australien) | Colonia del Sacramento Publik: 593 Domare: Casey Reibelt (Australien) |
| 14:00 UTC−3 | 14:00 UTC−3      |                                                  |                 |         | Colonia del Sacramento Publik: 593 Domare: Casey Reibelt (Australien) | Colonia del Sacramento Publik: 593 Domare: Casey Reibelt (Australien) |

| 6           | 14 november 2018 | Nordkorea      | 1 – 4           | Tyskland                                                     | Estadio Profesor Alberto Suppici                                             |                                                                              |
| 17:00 UTC−3 | 17:00 UTC−3      | Yun Ji-hwa 69′ | (0 – 2) Rapport | 14′ Charlotte Blümel 35′, 70′ Gia Corley 84′ Sophie Weidauer | Colonia del Sacramento Publik: 743 Domare: Anastasia Pustovoytova (Ryssland) | Colonia del Sacramento Publik: 743 Domare: Anastasia Pustovoytova (Ryssland) |
| 17:00 UTC−3 | 17:00 UTC−3      |                |                 |                                                              | Colonia del Sacramento Publik: 743 Domare: Anastasia Pustovoytova (Ryssland) | Colonia del Sacramento Publik: 743 Domare: Anastasia Pustovoytova (Ryssland) |
| 17:00 UTC−3 | 17:00 UTC−3      |                |                 |                                                              | Colonia del Sacramento Publik: 743 Domare: Anastasia Pustovoytova (Ryssland) | Colonia del Sacramento Publik: 743 Domare: Anastasia Pustovoytova (Ryssland) |

| 13          | 17 november 2018 | USA | 0 – 3           | Nordkorea                                          | Estadio Profesor Alberto Suppici                                    |                                                                     |
| 14:00 UTC−3 | 14:00 UTC−3      |     | (0 – 2) Rapport | 25′ Ri Kum-hyang 32′ Kim Yun-ok 52′ Kim Kyong-yong | Colonia del Sacramento Publik: 573 Domare: Katalin Kulcsár (Ungern) | Colonia del Sacramento Publik: 573 Domare: Katalin Kulcsár (Ungern) |
| 14:00 UTC−3 | 14:00 UTC−3      |     |                 |                                                    | Colonia del Sacramento Publik: 573 Domare: Katalin Kulcsár (Ungern) | Colonia del Sacramento Publik: 573 Domare: Katalin Kulcsár (Ungern) |
| 14:00 UTC−3 | 14:00 UTC−3      |     |                 |                                                    | Colonia del Sacramento Publik: 573 Domare: Katalin Kulcsár (Ungern) | Colonia del Sacramento Publik: 573 Domare: Katalin Kulcsár (Ungern) |

| 14          | 17 november 2018 | Tyskland | 0 – 1           | Kamerun          | Estadio Profesor Alberto Suppici                                     |                                                                      |
| 17:00 UTC−3 | 17:00 UTC−3      |          | (0 – 0) Rapport | 54′ Alice Kameni | Colonia del Sacramento Publik: 1 227 Domare: Lucila Venegas (Mexiko) | Colonia del Sacramento Publik: 1 227 Domare: Lucila Venegas (Mexiko) |
| 17:00 UTC−3 | 17:00 UTC−3      |          |                 |                  | Colonia del Sacramento Publik: 1 227 Domare: Lucila Venegas (Mexiko) | Colonia del Sacramento Publik: 1 227 Domare: Lucila Venegas (Mexiko) |
| 17:00 UTC−3 | 17:00 UTC−3      |          |                 |                  | Colonia del Sacramento Publik: 1 227 Domare: Lucila Venegas (Mexiko) | Colonia del Sacramento Publik: 1 227 Domare: Lucila Venegas (Mexiko) |

| 21          | 21 november 2018 | Tyskland                                                          | 4 – 0           | USA | Estadio Charrúa                                            |                                                            |
| 17:00 UTC−3 | 17:00 UTC−3      | Vanessa Fudalla 4′ Shekiera Martinez 32′, 65′ Laura Donhauser 89′ | (2 – 0) Rapport |     | Montevideo Publik: 518 Domare: Laura Fortunato (Argentina) | Montevideo Publik: 518 Domare: Laura Fortunato (Argentina) |
| 17:00 UTC−3 | 17:00 UTC−3      |                                                                   |                 |     | Montevideo Publik: 518 Domare: Laura Fortunato (Argentina) | Montevideo Publik: 518 Domare: Laura Fortunato (Argentina) |
| 17:00 UTC−3 | 17:00 UTC−3      |                                                                   |                 |     | Montevideo Publik: 518 Domare: Laura Fortunato (Argentina) | Montevideo Publik: 518 Domare: Laura Fortunato (Argentina) |

| 22          | 21 november 2018 | Kamerun         | 1 – 2           | Nordkorea                       | Estadio Profesor Alberto Suppici                                          |                                                                           |
| 17:00 UTC−3 | 17:00 UTC−3      | Alice Kameni 6′ | (1 – 1) Rapport | 45′ Ko Kyong-hui 75′ Ri Su-jong | Colonia del Sacramento Publik: 527 Domare: Marie-Soleil Beaudoin (Kanada) | Colonia del Sacramento Publik: 527 Domare: Marie-Soleil Beaudoin (Kanada) |
| 17:00 UTC−3 | 17:00 UTC−3      |                 |                 |                                 | Colonia del Sacramento Publik: 527 Domare: Marie-Soleil Beaudoin (Kanada) | Colonia del Sacramento Publik: 527 Domare: Marie-Soleil Beaudoin (Kanada) |
| 17:00 UTC−3 | 17:00 UTC−3      |                 |                 |                                 | Colonia del Sacramento Publik: 527 Domare: Marie-Soleil Beaudoin (Kanada) | Colonia del Sacramento Publik: 527 Domare: Marie-Soleil Beaudoin (Kanada) |

### Grupp D
| Nr | Lag      | S | V | O | F | GM | IM | MS | P |
| -- | -------- | - | - | - | - | -- | -- | -- | - |
| 1  | Spanien  | 3 | 2 | 1 | 0 | 10 | 1  | +9 | 7 |
| 2  | Kanada   | 3 | 2 | 0 | 1 | 5  | 5  | 0  | 6 |
| 3  | Colombia | 3 | 0 | 2 | 1 | 2  | 5  | −3 | 2 |
| 4  | Sydkorea | 3 | 0 | 1 | 2 | 1  | 7  | −6 | 1 |

| 7           | 14 november 2018 | Sydkorea | 0 – 4           | Spanien                                                         | Estadio Charrúa                                         |                                                         |
| 16:00 UTC−3 | 16:00 UTC−3      |          | (0 – 1) Rapport | 17′ Eva María Navarro 51′, 65′ Clàudia Pina 59′ Paola Hernández | Montevideo Publik: 259 Domare: Ekaterina Koroleva (USA) | Montevideo Publik: 259 Domare: Ekaterina Koroleva (USA) |
| 16:00 UTC−3 | 16:00 UTC−3      |          |                 |                                                                 | Montevideo Publik: 259 Domare: Ekaterina Koroleva (USA) | Montevideo Publik: 259 Domare: Ekaterina Koroleva (USA) |
| 16:00 UTC−3 | 16:00 UTC−3      |          |                 |                                                                 | Montevideo Publik: 259 Domare: Ekaterina Koroleva (USA) | Montevideo Publik: 259 Domare: Ekaterina Koroleva (USA) |

| 8           | 14 november 2018 | Kanada                                                            | 3 – 0           | Colombia | Estadio Charrúa                                        |                                                        |
| 19:00 UTC−3 | 19:00 UTC−3      | Jordyn Huitema 77′ Andersen Williams 88′ Jessica De Filippo 90+4′ | (0 – 0) Rapport |          | Montevideo Publik: 249 Domare: Riem Hussein (Tyskland) | Montevideo Publik: 249 Domare: Riem Hussein (Tyskland) |
| 19:00 UTC−3 | 19:00 UTC−3      |                                                                   |                 |          | Montevideo Publik: 249 Domare: Riem Hussein (Tyskland) | Montevideo Publik: 249 Domare: Riem Hussein (Tyskland) |
| 19:00 UTC−3 | 19:00 UTC−3      |                                                                   |                 |          | Montevideo Publik: 249 Domare: Riem Hussein (Tyskland) | Montevideo Publik: 249 Domare: Riem Hussein (Tyskland) |

| 15          | 17 november 2018 | Sydkorea | 0 – 2           | Kanada                                 | Estadio Charrúa                                       |                                                       |
| 16:00 UTC−3 | 16:00 UTC−3      |          | (0 – 0) Rapport | 59′ Jordyn Huitema 74′ Lara Kazandjian | Montevideo Publik: 329 Domare: Maria Carvajal (Chile) | Montevideo Publik: 329 Domare: Maria Carvajal (Chile) |
| 16:00 UTC−3 | 16:00 UTC−3      |          |                 |                                        | Montevideo Publik: 329 Domare: Maria Carvajal (Chile) | Montevideo Publik: 329 Domare: Maria Carvajal (Chile) |
| 16:00 UTC−3 | 16:00 UTC−3      |          |                 |                                        | Montevideo Publik: 329 Domare: Maria Carvajal (Chile) | Montevideo Publik: 329 Domare: Maria Carvajal (Chile) |

| 16          | 17 november 2018 | Colombia           | 1 – 1           | Spanien                | Estadio Charrúa                                          |                                                          |
| 19:00 UTC−3 | 19:00 UTC−3      | Gisela Robledo 53′ | (0 – 0) Rapport | 52′ Maria Isabel Okoye | Montevideo Publik: 448 Domare: Yoshimi Yamashita (Japan) | Montevideo Publik: 448 Domare: Yoshimi Yamashita (Japan) |
| 19:00 UTC−3 | 19:00 UTC−3      |                    |                 |                        | Montevideo Publik: 448 Domare: Yoshimi Yamashita (Japan) | Montevideo Publik: 448 Domare: Yoshimi Yamashita (Japan) |
| 19:00 UTC−3 | 19:00 UTC−3      |                    |                 |                        | Montevideo Publik: 448 Domare: Yoshimi Yamashita (Japan) | Montevideo Publik: 448 Domare: Yoshimi Yamashita (Japan) |

| 23          | 21 november 2018 | Colombia             | 1 – 0           | Sydkorea              | Estadio Profesor Alberto Suppici                                  |                                                                   |
| 14:00 UTC−3 | 14:00 UTC−3      | Gisela Robledo 90+1′ | (0 – 1) Rapport | 14′ (str.) Cho Mi-jin | Colonia del Sacramento Publik: 472 Domare: Sandra Braz (Portugal) | Colonia del Sacramento Publik: 472 Domare: Sandra Braz (Portugal) |
| 14:00 UTC−3 | 14:00 UTC−3      |                      |                 |                       | Colonia del Sacramento Publik: 472 Domare: Sandra Braz (Portugal) | Colonia del Sacramento Publik: 472 Domare: Sandra Braz (Portugal) |
| 14:00 UTC−3 | 14:00 UTC−3      |                      |                 |                       | Colonia del Sacramento Publik: 472 Domare: Sandra Braz (Portugal) | Colonia del Sacramento Publik: 472 Domare: Sandra Braz (Portugal) |

| 24          | 21 november 2018 | Spanien                                                                         | 5 – 0           | Kanada | Estadio Charrúa                                                  |                                                                  |
| 14:00 UTC−3 | 14:00 UTC−3      | Salma Paralluelo 9′ Irene López 22′, 50′ Clàudia Pina 25′ Eva María Navarro 71′ | (3 – 0) Rapport |        | Montevideo Publik: 369 Domare: Anastasia Pustovoytova (Ryssland) | Montevideo Publik: 369 Domare: Anastasia Pustovoytova (Ryssland) |
| 14:00 UTC−3 | 14:00 UTC−3      |                                                                                 |                 |        | Montevideo Publik: 369 Domare: Anastasia Pustovoytova (Ryssland) | Montevideo Publik: 369 Domare: Anastasia Pustovoytova (Ryssland) |
| 14:00 UTC−3 | 14:00 UTC−3      |                                                                                 |                 |        | Montevideo Publik: 369 Domare: Anastasia Pustovoytova (Ryssland) | Montevideo Publik: 369 Domare: Anastasia Pustovoytova (Ryssland) |

## Slutspel

### Slutspelsträd
|  | Kvartsfinaler      | Kvartsfinaler |             |       | Semifinaler | Semifinaler |  |  | Final | Final |
|  |                    |               |             |       |             |             |  |  |       |       |
|  |                    |               |             |       |             |             |  |  |       |       |
|  |                    |               |             |       |             |             |  |  |       |       |
|  | Japan              | 1 (3)         |             |       |             |             |  |  |       |       |
|  | Japan              | 1 (3)         |             |       |             |             |  |  |       |       |
|  | Nya Zeeland (str.) | 1 (4)         |             |       |             |             |  |  |       |       |
|  | Nya Zeeland (str.) | 1 (4)         | Nya Zeeland | 0     |             |             |  |  |       |       |
|  |                    |               | Nya Zeeland | 0     |             |             |  |  |       |       |
|  |                    | Spanien       | 2           |       |             |             |  |  |       |       |
|  | Spanien (str.)     | Spanien       | 2           | 1 (3) |             |             |  |  |       |       |
|  | Spanien (str.)     |               |             | 1 (3) |             |             |  |  |       |       |
|  | Nordkorea          | 1 (1)         |             |       |             |             |  |  |       |       |
|  | Nordkorea          | 1 (1)         | Spanien     | 2     |             |             |  |  |       |       |
|  |                    |               | Spanien     | 2     |             |             |  |  |       |       |
|  |                    | Mexiko        | 1           |       |             |             |  |  |       |       |
|  | Ghana              | Mexiko        | 1           | 2 (2) |             |             |  |  |       |       |
|  | Ghana              |               |             | 2 (2) |             |             |  |  |       |       |
|  | Mexiko (str.)      | 2 (4)         |             |       |             |             |  |  |       |       |
|  | Mexiko (str.)      | 2 (4)         | Mexiko      | 1     |             |             |  |  |       |       |
|  |                    |               | Mexiko      | 1     |             |             |  |  |       |       |
|  |                    | Kanada        | 0           |       | Bronsmatch  | Bronsmatch  |  |  |       |       |
|  | Tyskland           | Kanada        | 0           | 0     | Bronsmatch  | Bronsmatch  |  |  |       |       |
|  | Tyskland           |               |             | 0     |             |             |  |  |       |       |
|  | Kanada             | 1             |             |       |             |             |  |  |       |       |
|  | Kanada             | 1             | Nya Zeeland | 2     |             |             |  |  |       |       |
|  |                    |               |             |       |             |             |  |  |       |       |
|  | Kanada             | 1             |             |       |             |             |  |  |       |       |
|  | Kanada             | 1             |             |       |             |             |  |  |       |       |

### Kvartsfinaler
| 25          | 24 november 2018 | Spanien                                                    | 1 – 1                      | Nordkorea                                    | Estadio Profesor Alberto Suppici                                    |                                                                     |
| 14:00 UTC−3 | 14:00 UTC−3      | Clàudia Pina 72′                                           | (0 – 0) Rapport            | 74′ Kim Kyong-yong                           | Colonia del Sacramento Publik: 675 Domare: Katalin Kulcsár (Ungern) | Colonia del Sacramento Publik: 675 Domare: Katalin Kulcsár (Ungern) |
| 14:00 UTC−3 | 14:00 UTC−3      |                                                            |                            |                                              | Colonia del Sacramento Publik: 675 Domare: Katalin Kulcsár (Ungern) | Colonia del Sacramento Publik: 675 Domare: Katalin Kulcsár (Ungern) |
| 14:00 UTC−3 | 14:00 UTC−3      | Paola Hernández Irene López Eva María Navarro Nerea Nevado | Straffsparksläggning 3 – 1 | Kim Yun-ok Ri Su-gyong Ri Sin-ok Choe Kum-ok | Colonia del Sacramento Publik: 675 Domare: Katalin Kulcsár (Ungern) | Colonia del Sacramento Publik: 675 Domare: Katalin Kulcsár (Ungern) |

| 26          | 24 november 2018 | Japan                                                                        | 1 – 1                      | Nya Zeeland                                                   | Estadio Profesor Alberto Suppici                                    |                                                                     |
| 17:00 UTC−3 | 17:00 UTC−3      | Hannah Mackay-Wright 31′ (sjm.)                                              | (1 – 1) Rapport            | 17′ Amelia Abbott                                             | Colonia del Sacramento Publik: 477 Domare: Ekaterina Koroleva (USA) | Colonia del Sacramento Publik: 477 Domare: Ekaterina Koroleva (USA) |
| 17:00 UTC−3 | 17:00 UTC−3      |                                                                              |                            |                                                               | Colonia del Sacramento Publik: 477 Domare: Ekaterina Koroleva (USA) | Colonia del Sacramento Publik: 477 Domare: Ekaterina Koroleva (USA) |
| 17:00 UTC−3 | 17:00 UTC−3      | Shino Matsuda Momoka Kinoshita Chihiro Tomioka Chiina Kamiya Warai Yoshizumi | Straffsparksläggning 3 – 4 | Maya Hahn Grace Wisnewski Kelli Brown Jayda Stewart Anna Leat | Colonia del Sacramento Publik: 477 Domare: Ekaterina Koroleva (USA) | Colonia del Sacramento Publik: 477 Domare: Ekaterina Koroleva (USA) |

| 27          | 25 november 2018 | Ghana                                                          | 2 – 2                      | Mexiko                                                      | Estadio Charrúa                                       |                                                       |
| 16:00 UTC−3 | 16:00 UTC−3      | Mukarama Abdulai 46′ Suzzy Teye 75′                            | (0 – 0) Rapport            | 61′ (str.), 82′ Nicole Pérez                                | Montevideo Publik: 447 Domare: Maria Carvajal (Chile) | Montevideo Publik: 447 Domare: Maria Carvajal (Chile) |
| 16:00 UTC−3 | 16:00 UTC−3      |                                                                |                            |                                                             | Montevideo Publik: 447 Domare: Maria Carvajal (Chile) | Montevideo Publik: 447 Domare: Maria Carvajal (Chile) |
| 16:00 UTC−3 | 16:00 UTC−3      | Mukarama Abdulai Justice Tweneboaa Suzzy Teye Elizabeth Oppong | Straffsparksläggning 2 – 4 | Nicole Pérez Silvana Flores Natalia Mauleón Julieta Peralta | Montevideo Publik: 447 Domare: Maria Carvajal (Chile) | Montevideo Publik: 447 Domare: Maria Carvajal (Chile) |

| 28          | 25 november 2018 | Tyskland | 0 – 1           | Kanada             | Estadio Charrúa                                           |                                                           |
| 19:00 UTC−3 | 19:00 UTC−3      |          | (0 – 0) Rapport | 83′ Jordyn Huitema | Montevideo Publik: 719 Domare: Salima Mukansanga (Rwanda) | Montevideo Publik: 719 Domare: Salima Mukansanga (Rwanda) |
| 19:00 UTC−3 | 19:00 UTC−3      |          |                 |                    | Montevideo Publik: 719 Domare: Salima Mukansanga (Rwanda) | Montevideo Publik: 719 Domare: Salima Mukansanga (Rwanda) |
| 19:00 UTC−3 | 19:00 UTC−3      |          |                 |                    | Montevideo Publik: 719 Domare: Salima Mukansanga (Rwanda) | Montevideo Publik: 719 Domare: Salima Mukansanga (Rwanda) |

### Semifinaler
| 29          | 28 november 2018 | Nya Zeeland | 0 – 2           | Spanien                          | Estadio Charrúa                                          |                                                          |
| 16:00 UTC−3 | 16:00 UTC−3      |             | (0 – 1) Rapport | 39′ Clàudia Pina 48′ Irene López | Montevideo Publik: 369 Domare: Yoshimi Yamashita (Japan) | Montevideo Publik: 369 Domare: Yoshimi Yamashita (Japan) |
| 16:00 UTC−3 | 16:00 UTC−3      |             |                 |                                  | Montevideo Publik: 369 Domare: Yoshimi Yamashita (Japan) | Montevideo Publik: 369 Domare: Yoshimi Yamashita (Japan) |
| 16:00 UTC−3 | 16:00 UTC−3      |             |                 |                                  | Montevideo Publik: 369 Domare: Yoshimi Yamashita (Japan) | Montevideo Publik: 369 Domare: Yoshimi Yamashita (Japan) |

| 30          | 28 november 2018 | Mexiko                  | 1 – 0           | Kanada | Estadio Charrúa                                                  |                                                                  |
| 19:00 UTC−3 | 19:00 UTC−3      | Nicole Pérez 25′ (str.) | (1 – 0) Rapport |        | Montevideo Publik: 628 Domare: Anastasia Pustovoytova (Ryssland) | Montevideo Publik: 628 Domare: Anastasia Pustovoytova (Ryssland) |
| 19:00 UTC−3 | 19:00 UTC−3      |                         |                 |        | Montevideo Publik: 628 Domare: Anastasia Pustovoytova (Ryssland) | Montevideo Publik: 628 Domare: Anastasia Pustovoytova (Ryssland) |
| 19:00 UTC−3 | 19:00 UTC−3      |                         |                 |        | Montevideo Publik: 628 Domare: Anastasia Pustovoytova (Ryssland) | Montevideo Publik: 628 Domare: Anastasia Pustovoytova (Ryssland) |

### Bronsmatch
| 31          | 1 december 2018 | Nya Zeeland             | 2 – 1           | Kanada              | Estadio Charrúa                                          |                                                          |
| 16:00 UTC−3 | 16:00 UTC−3     | Grace Wisnewski 1′, 13′ | (2 – 0) Rapport | 64′ Lara Kazandjian | Montevideo Publik: 1 328 Domare: Riem Hussein (Tyskland) | Montevideo Publik: 1 328 Domare: Riem Hussein (Tyskland) |
| 16:00 UTC−3 | 16:00 UTC−3     |                         |                 |                     | Montevideo Publik: 1 328 Domare: Riem Hussein (Tyskland) | Montevideo Publik: 1 328 Domare: Riem Hussein (Tyskland) |
| 16:00 UTC−3 | 16:00 UTC−3     |                         |                 |                     | Montevideo Publik: 1 328 Domare: Riem Hussein (Tyskland) | Montevideo Publik: 1 328 Domare: Riem Hussein (Tyskland) |

### Final
| 32          | 1 december 2018 | Spanien               | 2 – 1           | Mexiko            | Estadio Charrúa                                                 |                                                                 |
| 19:00 UTC−3 | 19:00 UTC−3     | Clàudia Pina 16′, 26′ | (2 – 1) Rapport | 29′ Denise Castro | Montevideo Publik: 5 488 Domare: Marie-Soleil Beaudoin (Kanada) | Montevideo Publik: 5 488 Domare: Marie-Soleil Beaudoin (Kanada) |
| 19:00 UTC−3 | 19:00 UTC−3     |                       |                 |                   | Montevideo Publik: 5 488 Domare: Marie-Soleil Beaudoin (Kanada) | Montevideo Publik: 5 488 Domare: Marie-Soleil Beaudoin (Kanada) |
| 19:00 UTC−3 | 19:00 UTC−3     |                       |                 |                   | Montevideo Publik: 5 488 Domare: Marie-Soleil Beaudoin (Kanada) | Montevideo Publik: 5 488 Domare: Marie-Soleil Beaudoin (Kanada) |

## Slutställning
| Nr | Lag             | S | V | O | F | GM | IM | MS  | P  |
| -- | --------------- | - | - | - | - | -- | -- | --- | -- |
| 1  | Spanien U17     | 6 | 4 | 2 | 0 | 15 | 3  | +12 | 14 |
| 2  | Mexiko U17      | 6 | 2 | 3 | 1 | 6  | 5  | +1  | 9  |
| 3  | Nya Zeeland U17 | 6 | 3 | 1 | 2 | 6  | 7  | −1  | 10 |
| 4  | Kanada U17      | 6 | 3 | 0 | 3 | 7  | 9  | −2  | 9  |
| 5  | Ghana U17       | 4 | 3 | 1 | 0 | 12 | 3  | +9  | 10 |
| 6  | Nordkorea U17   | 4 | 2 | 1 | 1 | 7  | 6  | +1  | 7  |
| 7  | Japan U17       | 4 | 1 | 3 | 0 | 8  | 2  | +6  | 6  |
| 8  | Tyskland U17    | 4 | 2 | 0 | 2 | 8  | 3  | +5  | 6  |
| 9  | Brasilien U17   | 3 | 1 | 1 | 1 | 4  | 2  | +2  | 4  |
| 10 | Kamerun U17     | 3 | 1 | 0 | 2 | 2  | 5  | −3  | 3  |
| 11 | USA U17         | 3 | 1 | 0 | 2 | 3  | 7  | −4  | 3  |
| 12 | Colombia U17    | 3 | 0 | 2 | 1 | 2  | 5  | −3  | 2  |
| 13 | Finland U17     | 3 | 0 | 1 | 2 | 2  | 5  | −3  | 1  |
| 14 | Uruguay U17     | 3 | 0 | 1 | 2 | 2  | 8  | −6  | 1  |
| 15 | Sydkorea U17    | 3 | 0 | 1 | 2 | 1  | 7  | −6  | 1  |
| 16 | Sydafrika U17   | 3 | 0 | 1 | 2 | 1  | 10 | −9  | 1  |